# Diego Ochoa
Diego Ochoa Berdejo (ur. 20 kwietnia 2005 w Zapopan) – meksykański piłkarz występujący na pozycji środkowego obrońcy, od 2025 roku zawodnik Guadalajary.